# Восточная водопроводная станция
Восточная водопроводная станция (ВВС) — одно из предприятий водоснабжения Москвы. Расположена на территории посёлка Восточного. Организационно входит в состав предприятия «Мосводоканал» в качестве структурного подразделения.

## История
Восточная водопроводная станция введена в эксплуатацию в 1937 году одновременно с каналом имени Москвы.
До ноября 1961 года называлась «Сталинской водопроводной станцией».
Восточный водопроводный канал, снабжающий станцию водой, строился с запасом по пропускной способности, что позволило в 1960-х годах удвоить производительность станции.

## Обработка воды
Вода к станции приходит из Акуловского водохранилища через Восточный водопроводный канал. Чистота используемой волжской воды позволяет обходиться без круглогодичного коагулирования. Органические вещества удаляются хлорированием, а также (после 1966 года) озонированием.